# عمار البن أحمد
عمار عبد الجبار البن أحمد هو لاعب كرة قدم سعودي لعب سابقاً في نادي هجر.